# Drapeau du Ghana
Le drapeau du Ghana est le drapeau national et le pavillon d'État de la République du Ghana.
C'est le drapeau officiel du Ghana depuis le 6 juin 1957 dont l'usage a été remplacé par celui de variantes de 1958 à 1962 et de 1964 à 1966.

## Description
Il comporte trois bandes horizontales d'égale largeur : rouge (au-dessus), jaune (au centre) et verte en dessous. Ce sont les couleurs du continent africain. Au centre de la bande jaune, se trouve une étoile noire à cinq branches. Cette étoile atteint la bande rouge de sa pointe supérieure et la bande verte de ses deux pointes inférieures.

## Historique
Le drapeau national du Ghana est élaboré en remplacement du drapeau du Royaume-Uni par Theodosia Okoh en 1957, et adopté dès l'indépendance du pays,. Le drapeau fut utilisé jusqu'en 1959 puis réinstitué en 1966, même si des variants ont été utilisés de 1958 à 1962 puis entre 1964 et 1966. Le drapeau ghanéen fut le second drapeau africain après l’Éthiopie à présenter la combinaison "rouge-jaune-vert" des couleurs panafricaines, issues des couleurs éthiopiennes.

## Signification
Le jaune représente la richesse du pays, c'est-à-dire l'or, le vert symbolise la nature et les ressources naturelles et le rouge, le sang versé pour l'indépendance du Ghana (le premier pays à avoir eu son indépendance en Afrique). L'étoile noire est un hommage au militant panafricain Marcus Garvey et à sa compagnie maritime la Black Star Line[réf. nécessaire].
La couleur rouge du drapeau national représente le sang des aïeux versé pour obtenir l'indépendance au travers de leur lutte sanglante. La révolte pour l'indépendance du Royaume-Uni coûta la vie à de nombreux dirigeants ghanéens dont Edward Akufo Addo, Dr. Ako Adjei, William Ofori Atta, Joseph Boakye Danquah, Emmanuel Obetsebi Lamptey, et Osagyefor Dr. Kwame Nkrumah. Les six leaders formait un groupe politique, le United Gold Coast Convention (UGCC),, dont l'objectif était de libérer le pays de l'oppression du colon britannique. Le rouge pourrait avoir une autre signification : l'amour des aïeux pour leur pays, une motivation à se révolter[réf. nécessaire].
La couleur dorée représente les ressources minérales du pays, principalement localisées dans la région d'Ashanti, contribuant à la richesse/prospérité du Ghana. L'or est l'une de ces ressources majoritairement présentes dans Ashati, près des villes de Obuasi et Tarkwa. En raison de cela, le Ghana fut nommé initialement "Gold Coast" (la Côte dorée) par les colons britanniques mais le nom fut changé en "Ghana" après le succès de l'obtention de l'indépendance en 1957. Le diamant, la bauxite et le manganèse sont d'autres exemples de ressources.
La couleur verte symbolise la richesse sylvestre et agricole du pays qui fournit entre autres de l'huile végétale, des denrées alimentaires et des produits comme du cacao, du bois ou encore du beurre de cacahuète. Une part importante des cultures est exportée dans le monde en échange de profits qui vont être réinvestis dans le développement du pays : écoles, routes, salubrité.
L'étoile noire du drapeau ghanéen est un symbole représentant l'émancipation de l'Afrique contre le colonialisme,. L'étoile noire a été "copiée" de celle du drapeau de la Black Star Line, une compagnie commerciale crée par Marcus Gravey et opérant entre 1919 et 1922. Le surnom "Black Star" de l'équipe de football ghanéenne tire son nom de cette étoile.

Pavillon civil.

Pavillon de la marine militaire.

## Pavillons civil et militaire
Ce sont respectivement un pavillon rouge et un pavillon blanc. Le red ensign a la particularité de présenter un liseré noir entre le champ rouge et le canton aux couleurs nationales.

## Anciens drapeaux
De 1958 à 1962, l'Union des États africains regroupant le Ghana et la Guinée fut représentée par un drapeau similaire mais frappé de deux étoiles noires, puis de trois, lorsque le Mali rejoignit l'union.
Durant une brève période, la bande jaune du drapeau fut remplacée par une bande blanche (du 1er janvier 1964 au 28 février 1966) pour correspondre au drapeau du parti de la Convention du peuple de Kwame Nkrumah. Le drapeau redevient celui dessiné par Theodosiah Okoh à la suite du coup d'État militaire de 1966.

Drapeau de la colonie britannique de la Côte-de-l'Or (avant le 6 juin 1957).
Drapeau de l'Union des États africains de 1958 à 1959
Drapeau de l'Union des États africains de 1959 à 1962
Drapeau du Ghana du 1er janvier 1964 au 28 février 1966.